# Марија Бранковић-Франкопан
Марија Бранковић-Франкопан (око 1500. - око 1540.) је била ћерка српског деспота Јована Бранковића (†1502) и деспотице Јелене Јакшић († након 1536). Удала се за озаљског кнежевића Фердинанда Франкопана (†1524) из хрватске великашке породице Франкопана, са којим је имала сина Стефана и ћерку Катарину.
Пошто је Фердинанд умро пре свог оца, озаљског кнеза Бернардина Франкопана (†1530), Марија је након смрти мужа и свекра морала да се бори за право старатељства над поседима које је наследио њен малолетни син Стефан, једини мушки потомак и наследик свог деде Бернардина. У решавање спорних питања oко франкопанског наслеђа непосредно се укључио и угарски краљ Фердинанд I Хабзбуршки. Наследивши попродичне поседе, Маријин син Стефан IV Франкопан Озаљски (†1577) постао је један од најмоћнијих великаша у Хрватској и Славонији. Пошто није имао деце, породични поседи су након његове смрти припали сродницима из породице Зрински, будући да је Стефанова сестра Катарина, Маријина ћерка, била удата за Николу IV Зринског.